# Organische Nitrate
Die Bezeichnung Nitrite gilt für Salze der salpetrigen Säure wie Natriumnitrit oder deren Ester wie Amylnitrit. Organische Nitrate sind Ester der Salpetersäure. Hierzu zählen beispielsweise Glyceroltrinitrat (Nitroglycerin), Isosorbiddinitrat, Isosorbidmononitrat und Molsidomin, die man auch NO-Donatoren nennt.
Organische Nitrate haben an der Gefäßmuskulatur ein charakteristisches Wirkungsspektrum, da überwiegend die Kapazitätsgefäße und größeren Arterien erweitert werden, während der Effekt auf die Arteriolen geringfügig ist. Die aus dieser Wirkung entstehende hämodynamische (den Blutfluss betreffende) Situation macht organische Nitrate in vorzüglichem Maße zur Behandlung der Angina Pectoris geeignet.

## Stoffeigenschaften
Die wichtigsten Substanzen dieser Gruppe sind Ester der Salpetersäure mit verschiedenen Alkoholen (organische Nitratester). Glyceroltrinitrat – auch Nitroglyzerin genannt – ist eine ölige Flüssigkeit, die nur in reiner Form bei Erschütterung hochexplosiv ist, nicht jedoch in alkoholischer Lösung oder unter Zugabe inerter Lactosemoleküle. In letzteren Formen wird Glyceroltrinitrat für die Herstellung von Arzneimitteln verwendet. Die übrigen therapeutisch eingesetzten Nitratester (Isosorbid-5-mononitrat, Isosorbiddinitrat, Pentaerythrityltetranitrat) sind ebenso wie Molsidomin feste Substanzen.

## Pharmakodynamik
Nitratester senken den Tonus der Gefäßmuskulatur. Von diesem Effekt sind besonders die venösen Kapazitätsgefäße betroffen, deren Weitstellung („venöses Pooling“) die Vorlast des Herzens vermindert. Das diastolische Füllungsvolumen kann abnehmen, die Wandspannung wird reduziert, und der Sauerstoffverbrauch sinkt. Darüber hinaus erweitern Nitrate große Arterien. Hiervon sind auch die extramuralen Koronararterien betroffen. Dies hat jedoch wenig Einfluss auf die gesamte Koronarperfusion, kann aber die Randdurchblutung ischämischer Gebiete durch Steigerung des Perfusionsdrucks in Kollateralen verbessern. Besonders empfindlich reagieren die Arteriolen im Gesichts- und Halsbereich, ihre Weitstellung ruft an diesen Stellen eine charakteristische Hautrötung („Flushsymptomatik“) hervor. Die Vasodilatation der Meningealarterien löst die zum Teil schweren Kopfschmerzen aus. Die Arteriolen werden erst in hohen Dosen erweitert, dies geht mit einem Blutdruckabfall und einer Abnahme der Nachlast einher. Bei oral zu applizierenden Präparaten ist wahrscheinlich das venöse Pooling im Splanchnikusgebiet für den entlastenden Einfluss auf das Herz entscheidend.
Seit den 80er Jahren ist bekannt, dass der Gefäßtonus in endothelabhängiger Weise lokal reguliert werden kann. Verschiedene physiologische Reize wie z. B. Freisetzung von Acetylcholin, Histamin, Serotonin, Noradrenalin, Bradykinin, ATP, ADP, Thrombin, oder intravasale Hypoxie führen zu Vasodilatation, an der ein vom Endothel gebildeter, labiler Mediatorstoff beteiligt ist. Dieser wurde als EDRF („endothelium-derived relaxing factor“) bezeichnet und chemisch als Stickstoffmonoxid (NO) identifiziert. NO wird aus L-Arginin in den Endothelzellen gebildet und diffundiert in die glatte Muskelzelle, um diese zu relaxieren. Da NO nicht stabil ist und innerhalb weniger Sekunden durch Reaktion mit Sauerstoff zu inaktivem Stickstoffdioxid umgesetzt wird, hält die Wirkung nur kurz an. Die erschlaffende Wirkung von NO ist nicht auf die glatte Gefäßmuskulatur beschränkt, sondern umfasst auch die glatte Muskulatur des Gastrointestinaltrakts sowie der Bronchien, Gallenblase und ableitenden Gallengänge. Ferner spielt NO eine Rolle bei so unterschiedlichen physiologischen Vorgängen wie Neurotransmission, Reagibilität von Blutplättchen oder Zytotoxizität von Immunzellen.

## Wirkmechanismus

### Freisetzung von NO durch enzymatische Aktivierung
Die Freisetzung von NO aus Nitratestern erfolgt enzymatisch durch die Thiolgruppen-abhängige Nitratreduktase. Aus Glyceroltrinitrat wird in den glatten Muskelzellen NO mit Hilfe der organischen Nitratreduktase (ALDH-2) gebildet. Für diese enzymatische Freisetzung von NO werden Thiolgruppen (Cystein) als Cofaktoren zur Regeneration des Enzyms benötigt.

### Freisetzung von NO durch nicht-enyzmatische Aktivierung
Nichtenzymatisch entsteht NO nur aus dem Molsidominmetaboliten Linsidomin, und zwar durch intramolekulare Umlagerungsreaktionen.

### Wirkung von NO auf glatte Muskelzellen
NO aktiviert eine lösliche Guanylatcyclase (sGC) im Cytosol der glatten Muskelzellen und stimuliert damit die Bildung von cGMP. Mit dem intrazellulären Anstieg von cGMP kommt es zur Aktivierung einer membrangebundenen Phosphokinase, welche die Myosinphosphatase der glatten Muskulatur stimuliert. Dadurch überwiegt die MLCP der MLCK und Myosin wird weniger phosphoryliert. Unphosphoryliertes Myosin kann nicht zur Interaktion mit Aktin gebracht werden und als Folge davon kann das Gefäß erschlaffen.
Ein weiterer beschriebener Mechanismus erklärt die Relaxation der Muskelzelle durch eine Aktivierung der cGMP-abhängigen Proteinkinase G. Diese bewirkt eine Abnahme der intrazellulären Calcium-Konzentration und somit eine Abnahme der Kontraktilität. Dazu wird z. B. ein Nitratpflaster während der Nachtstunden entfernt. Toleranz wird nur bei Nitratestern, aus denen NO in Abhängigkeit von Thiolgruppen enzymatisch freigesetzt wird, nicht dagegen mit Molsidomin beobachtet.

## Unerwünschte Wirkungen
Zu Beginn der Therapie führt die lokale Vasodilatation im Kopf- und Halsbereich häufig zu Kopfschmerzen und Hautrötung (Flush). Diese Reaktion ist schon seit dem Jahr 1862 als „Nitroglycerin-Kopfschmerz“ aus den frühen Sprengstofffabriken Alfred Nobels bekannt. Diese Symptome gehen meist im weiteren Verlauf der Therapie wieder zurück. Schwindel und Schwächegefühl sind Ausdruck einer orthostatischen Dysregulation. Bei hochdosierter Therapie mit Nitratestern kann eine übermäßige Weitstellung der Venen zu schwerer orthostatischer Hypotonie bis hin zum Bewusstseinsverlust (Nitratsynkope) führen. Eine übermäßige Dilatation der Arterien kann einen myokardialen Sauerstoffmangel (paradoxe Reaktion) verschlimmern. Durch die starke Senkung des arteriellen Blutdrucks wird der koronare Perfusionsdruck (= mittlerer diastolischer Aortendruck minus linksventrikulärer enddiastolischer Druck) vermindert und somit das Sauerstoffangebot eingeschränkt. Darüber hinaus löst eine reflektorische Tachykardie durch Aktivierung des Sympathikus einen Anstieg des myokardialen Sauerstoffverbrauchs aus.
Eine reflektorisch oder medikamentös ausgelöste Tachykardie wirkt sich bei Patienten mit Angina Pectoris doppelt ungünstig aus: Zum einen steigt der myokardiale Sauerstoffverbrauch frequenzbedingt an, zum anderen vermindert sich das Sauerstoffangebot, weil die Diastole (Koronardurchblutung!) relativ zur Dauer des gesamten Kontraktionszyklus kürzer wird.
Hautausschläge als Ausdruck einer Überempfindlichkeitsreaktion sind selten und meist im Zusammenhang mit Pentarythrittetranitrat beschrieben. Ferner können Übelkeit und Störungen im Gastrointestinaltrakt, nach hohen Dosen auch Durchfall vorkommen. Methämoglobin wird vorwiegend durch Nitrite gebildet und spielt bei der niedrigdosierten Therapie mit Nitratestern keine Rolle.
Molsidomin hemmt die Thrombozytenaggregation, wahrscheinlich ebenfalls NO-vermittelt.

### Nitrattoleranz
Bei der Langzeittherapie mit retardierten oral applizierten Zubereitungsformen oder mit Nitratpflastern entwickelt sich rasch ein Wirkverlust, der als Toleranz bezeichnet wird. Der Mechanismus ihrer Entstehung ist nicht vollständig aufgeklärt.
Die Toleranz wurde früher auf eine Erschöpfung des zellulären Gehalts an reduzierten SH-Gruppen zurückgeführt, da meist 1–2 Tage nach Unterbrechung der Therapie die normale Ansprechbarkeit wiederhergestellt ist. Heute geht man davon aus, dass dieser Effekt eine untergeordnete Rolle spielt. Ein weiterer, experimentell belegter Effekt ist die verstärkte Bildung von Sauerstoffradikalen (ROS) unter Gabe von NO-Donatoren. Die Sauerstoffradikale würden dann (so die Theorie) das gebildete Stickstoffmonoxid (NO) abfangen und so dessen Wirkung abschwächen. Ein weiterer diskutierter Effekt ist die Hemmung der zur Bioaktivierung enzymatisch gespaltener NO-Donatoren nötigen Nitratreduktase ALDH-2 durch Sauerstoffradikale sowie durch einen NO-induzierten negativen Rückkopplungsmechanismus.
Die Entwicklung einer Nitrattoleranz kann durch Einführung eines nitratfreien Therapieintervalls vermieden werden. Dazu wird z. B. ein Nitratpflaster während der Nachtstunden entfernt. Toleranz wird nur bei Nitratestern, aus denen NO in Abhängigkeit von Thiolgruppen enzymatisch freigesetzt wird, nicht dagegen mit Molsidomin beobachtet. Personen, die bei der Herstellung von organischen Nitraten hohen Arbeitsplatzkonzentrationen ungeschützt ausgesetzt sind, können eine Nitratabhängigkeit entwickeln. Werden bei diesem Personenkreis die Nitratester plötzlich „abgesetzt“, kann es zu schweren Entzugreaktionen kommen. Es treten Angina-Pectoris-Anfälle als Ausdruck von Gefäßspasmen auf, sogar Herzinfarkte sind beschrieben worden. Jede langanhaltende Exposition mit hohen Dosen an Nitratestern sollte vorsichtig ausschleichend beendet werden, um die drohende Anfallsauslösung (Rebound-Effekt) zu vermeiden.

## Pharmakokinetik
Resorption und Verteilung: Aufgrund ihrer guten Lipidlöslichkeit werden die Nitratester über Schleimhäute und Haut gut resorbiert. Nach oraler Applikation unterliegen sie einem hohen First-Pass-Effekt in der Leber, daher ist ihre Bioverfügbarkeit (mit Ausnahme von Isorbid-5-mononitrat, s. u.) gering. Für einen raschen Wirkungseintritt müssen deshalb Glyceroltrinitrat und Isosorbiddinitrat unter Umgehung des Leberkreislaufs sublingual oder bukkal appliziert werden. Die Resorption über die Mundschleimhaut erfolgt rasch, die maximale Plasmakonzentration nach sublingualer Applikation von Glyceroltrinitrat ist nach 4 Minuten, von Isosorbiddinitrat nach 6 Minuten erreicht. Die Nitratester verteilen sich gut in allen Geweben, nur etwa 1 % des Gesamtkörpergehalts befindet sich im Plasma.
Elimination: Die Plasmahalbwertszeit von Glyceroltrinitrat beträgt 1–3 Minuten. In der Leber
wird durch die glutathionabhängige organische Nitratreduktase aus Glyceroltrinitrat NO freigesetzt, es entstehen 1,3- oder 1,2-Glyceroldinitrat, die etwa zehnmal schwächer wirksam sind und eine Plasmahalbwertszeit von 4 Std. besitzen. Aus Isosorbiddinitrat entsteht Isosorbid-2-mononitrat und Isosorbid-5-mononitrat, die zusätzlich durch Glucuronidierung inaktiviert werden. Ihre Plasmahalbwertszeit beträgt 2–5 Stunden. Isosorbid-5-mononitrat wird wegen seiner guten Bioverfügbarkeit auch direkt eingesetzt. Aus Molsidomin entsteht in der Leber Linsidomin, das in einen labilen Metaboliten zerfällt, aus dem ohne Vermittlung von reduzierten Thiolgruppen NO freigesetzt wird.

## Therapeutische Verwendung
Behandlungsziele bei der koronaren Herzerkrankung sind
- Durchbrechen eines Angina-Pectoris-Anfalls und
- die Verminderung der Anzahl der Anfälle (Anfallsprophylaxe)

Indikationen: Je nach Applikationsart zur Durchbrechung eines Angina-Pectoris-Anfalls (Glyceroltrinitrat sublingual; Isosorbiddinitrat sublingual) und zur Anfallsprophylaxe (retardierte Zubereitungen von Glyceroltrinitrat p.o. oder als Pflaster, Molsidomin). Die Wirksamkeit ist unabhängig von der Pathogenese der Angina Pectoris (Arteriosklerose, Koronarspasmen)
Kontraindikation: hypotones Kreislaufversagen, Einnahme von potenzsteigernden Mitteln innerhalb der letzten 24 Stunden (bei Tadalafil 48 Stunden)
Interaktionen: Bei gleichzeitigem Alkoholkonsum wird die vasodilatatorische Wirkung von organischen Nitraten verstärkt. Dies betrifft besonders die Flushsymptomatik im Gesicht- und Halsbereich und die orthostatische Dysregulation.

## Liste von Wirkstoffen
enzymatisch aktivierte NO-Donatoren:
- Glyceroltrinitrat (GTN)
- Isosorbiddinitrat (ISDN)
- Isosorbidmononitrat (ISMN)
- Pentaerythrityltetranitrat (PETN)

nicht-enzymatisch aktivierte NO-Donatoren:
- Molsidomin